# Phalangioacarus brosseti
Phalangioacarus brosseti är en spindeldjursart som beskrevs av Nicole Coineau och Thomas van der Hammen 1979. Phalangioacarus brosseti ingår i släktet Phalangioacarus och familjen Opilioacaridae. Inga underarter finns listade i Catalogue of Life.